# Ž’-čao
Ž’-čao (čínsky pchin-jinem Rìzhào, znaky 日照) je městská prefektura v Čínské lidové republice, kde patří k provincii Šan-tung. Celá prefektura má rozlohu 5 420 čtverečních kilometrů a v roce 2020 v ní žily téměř tři miliony obyvatel, z toho necelý milion přímo ve městě.
Město je významný přístav v Žlutém moři, dopravuje se tudy zejména železná ruda a uhlí, ale také cement, nikl nebo bauxit.
Dnes Ž’-čao dbá na udržitelný rozvoj, například u všech nových staveb musí být zařízení na solární ohřev vody. V roce 2007 bylo ve městě už půl miliónu čtverečních metrů panelů na ohřev vody.

## Poloha
Ž’-čao leží na jihovýchodě provincie Šan-tung na břehu Žlutého moře. S tím hraničí prefektura na jihovýchodě. Na severovýchodě hraničí s Čching-tao, na severu s Wej-fangem a na západě a jihozápadě s Lin-i.

## Administrativní členění
Městská prefektura Ž’-čao se člení na čtyři celky okresní úrovně, a sice dva městské obvody a dva okresy.
| Tung-kang Lan-šan okres · Wu-lien okres · Ťü |        |                       |                    |                                  |
| Název                                        | Název  | Počet obyvatel (2020) | Rozloha km² (2020) | Hustota zalidnění (obyv. na km²) |
| český přepis                                 | znaky  | Počet obyvatel (2020) | Rozloha km² (2020) | Hustota zalidnění (obyv. na km²) |
| Městské obvody                               |        |                       |                    |                                  |
| Tung-kang                                    | 东港区 | 1 172 205             | 1 444              | 812                              |
| Lan-šan                                      | 岚山区 | 379 308               | 664                | 571                              |
| Okresy                                       |        |                       |                    |                                  |
| Wu-lien                                      | 五莲县 | 443 600               | 1 491              | 298                              |
| Ťü                                           | 莒县   | 973 252               | 1 821              | 535                              |
|                                              |        |                       |                    |                                  |
| Celkem                                       | Celkem | 2 968 365             | 5 420              | 548                              |

## Partnerská města
- Coatzacoalcos, Mexiko (2005)

- Gisborne, Nový Zéland (1996)
- Tangdžin, Jižní Korea (2007)

- Trabzon, Turecko (1997)
- Türkmenabat, Turkmenistán (2014)